# 조기홍 (독립운동가)
조기홍(趙氣虹, 1883년 7월 24일 ~ 1945년 8월 2일) 지사는 일제강점기의 독립운동가로, 본관은 함안, 호는 운영(雲影)이며 본적은 대구광역시이다.

## 생애 및 업적
1919년 서울에서 3·1 운동이 일어나자 3월 8일 대구큰장날 이만집 목사 지휘 아래 동지들과 함께 태극기를 높이 들고 독립만세를 절규하였다. 그 후 임시정부 특파원 강태동·이정래로부터 동포 관리들의 사직을 권고하는 전단과 임시정부 내무총장 이동녕 명의의 독립운동 포고문, 상인들의 폐점을 권유하는 포고문 등을 교부받았다.
최익무·유흥준과 함께 〈대한민보〉·독립축하가와 포고문을 등사판으로 수 백매씩 복사한 후 대구 시내 각 사립학교와 상점에 배포하여 민족의식의 고취에 힘썼다. 이 일로 일경에 피체되어 징역 1년형을 언도받고 대구형무소에서 옥고를 치렀다.
출옥 후 1920년 6월 하순 양한위·권태일 등과 대구남문시장에서 여러 차례 모임을 갖고, 독립운동 방안에 관하여 협의하고, 조국 독립을 촉진하기 위해서는 일제에 협력하는 한국인 관리를 처단하는 것이 필요하다는 데 뜻을 같이 하였다. 이를 위해 폭탄을 제조해서 대구 남방 비파산(비슬산)에 숨겨둔 채 기회를 기다리던 중 일경에 체포됨으로써 계획은 좌절되었다. 이 일로 대구지방법원에서 징역 3년 6월형을 언도받아 옥고를 치렀다.
출옥 후 항일 독립 운동을 계속하다가 1943년 다시 일경에 피체되어 가혹한 고문을 받았다. 고문 후유증으로 1945년 8월 2일 순국하였다. 정부는 고인의 공훈을 기려 1990년에 건국훈장 애족장(1968년 대통령 표창)을 추서하였다. 묘소는 국립신암선열공원 제3묘역에 안장되어 있다.

## 발명가
1935년 1월에 인력도광기(人力搗鑛機)를 발명하여 특허(제109290호)를 획득했고, 그밖에도 절첩식등의자(折疊式籐椅子)를 고안했다.